# 穆瓦讷河畔圣克雷潘
穆瓦讷河畔圣克雷潘（法語：Saint-Crespin-sur-Moine，法語發音：[sɛ̃ kʁepɛ̃ syʁ mwan] ⓘ）是法国曼恩-卢瓦尔省的一个旧市镇，属于绍莱区。2015年12月15日，穆瓦讷河畔圣克雷潘和相邻的9个市镇合并为新市镇塞夫勒穆瓦讷（Sèvremoine）。

## 地理
穆瓦讷河畔圣克雷潘（47°5'56"N, 1°11'10"W）面积20.11 平方千米，位于法国卢瓦尔河地区大区曼恩-卢瓦尔省，该省份为法国西部内陆省份，大致对应安茹地区，北起顺时针与马耶讷省、萨尔特省、安德尔-卢瓦尔省、维埃纳省、德塞夫勒省、旺代省、大西洋卢瓦尔省和伊勒-维莱讷省接壤。
与穆瓦讷河畔圣克雷潘接壤的市镇（或旧市镇、城区）包括：克利松、热蒂涅、穆济永、穆瓦讷河畔圣日耳曼、蒂利耶尔。
穆瓦讷河畔圣克雷潘的时区为UTC+01:00、UTC+02:00（夏令时）。

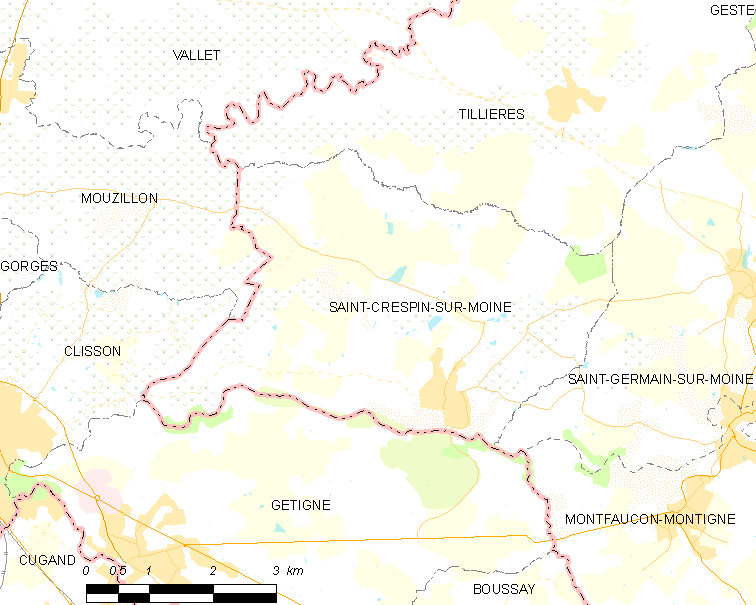
穆瓦讷河畔圣克雷潘的OSM定位图

## 行政
穆瓦讷河畔圣克雷潘的邮政编码为49230，INSEE市镇编码为49273。

## 政治
穆瓦讷河畔圣克雷潘所属的省级选区为塞夫勒穆瓦讷县。

## 人口

1962-2008年间穆瓦讷河畔圣克雷潘人口变化图示

穆瓦讷河畔圣克雷潘于2018年1月1日时的人口数量为1612人。